# Nahtneith

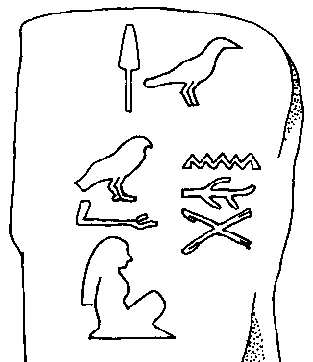
Nahtneith halotti sztéléje

Nahtneith (nḫt-nỉ.t, „Neith erős”) ókori egyiptomi királyné volt az I. dinasztia idején, Dzser felesége. Dzser sírja mellé temették Abüdoszban, az itt talált sztéléről ismert. A 316, cm magas, 18,5 cm széles sztélé ma a kairói Egyiptomi Múzeumban található (JE 35005).
Címei: wr.t ḥts („A jogar úrnője”), rnm.t ḥrw („Hórusz hordozója”).